# Unín (Brno-vidéki járás)
Unín település Csehországban, a Brno-vidéki járásban. Unín Rohozec, Hluboké Dvory, Bukovice, Lubě, Tišnov és Všechovice településekkel határos. Lakosainak száma 235 fő (2024. január 1.).

## Népesség
A település lakosságának változását az alábbi diagram mutatja:
| Lakosok száma | 172  | 211  | 248  | 207  | 213  | 196  | 235  | 241  | 229  | 235  |
|               | 1869 | 1890 | 1921 | 1950 | 1980 | 2001 | 2017 | 2019 | 2022 | 2024 |